# Vorselaar
Vorselaar este o comună din regiunea Flandra din Belgia. Suprafața totală a comunei este de 27,62 km². La 1 ianuarie 2008 comuna avea 7.399 locuitori.
Vorselaar se învecinează cu comunele Malle, Zandhoven, Grobbendonk, Herentals și Lille.
1. ↑  COLLEGE VAN BURGEMEESTER & SCHEPENEN / VAST BUREAU (în neerlandeză), accesat în 9 mai 2021